# CoRoT-7 c
COROT-7c — экзопланета (сверхземля), обнаруженная возле звезды COROT-7 с помощью спектрографа HARPS (а не спутника COROT) 24 августа 2009 года. Планета стала второй известной в системе COROT-7, которая представляет собой жёлтый карлик класса G9. Масса планеты оценивается в 8,4 массы Земли, а большая полуось — 0,046 а. е.. Планета находится дальше от родительской звезды, чем экстремально горячая планета COROT-7b, но всё же явно слишком горяча, чтобы на ней была жизнь. Период обращения вокруг звезды составляет порядка 3,5 земных суток.